# Metrolijn 53
Metrolijn 53 is een lijn van de Amsterdamse metro tussen station Amsterdam Centraal en de Gaasperplas in Amsterdam-Zuidoost, ook wel bekend als Gaasperplaslijn. Het is de oostelijke tak van de Oostlijn.

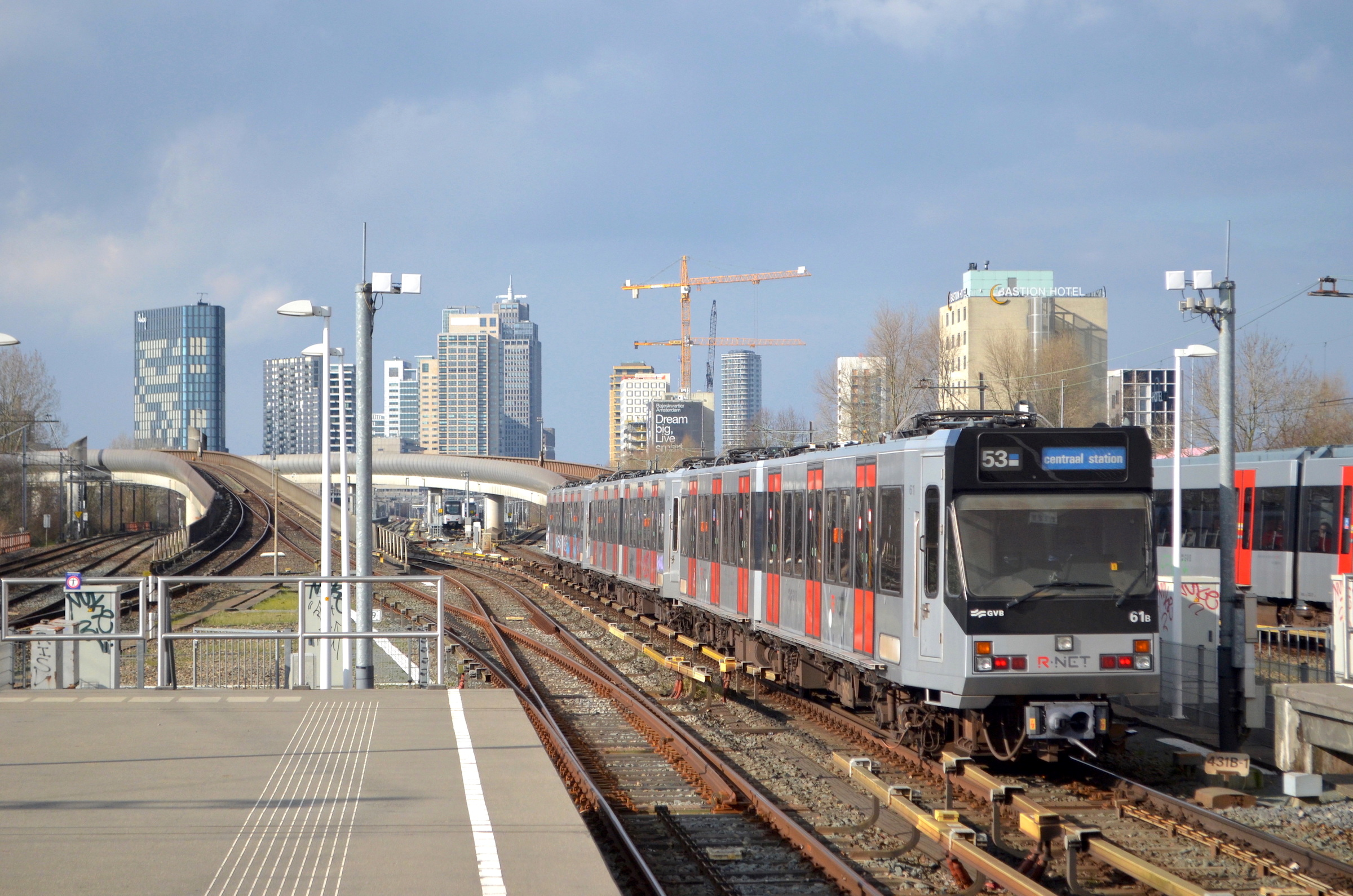
Driewagenstel type S1/S2 op lijn 53 zoals deze hier dienstdeden van 2019 tot 2024, in de R-netkleurstelling van de metro: zwart/grijs met rode deuren. Station Van der Madeweg; 6 maart 2024.

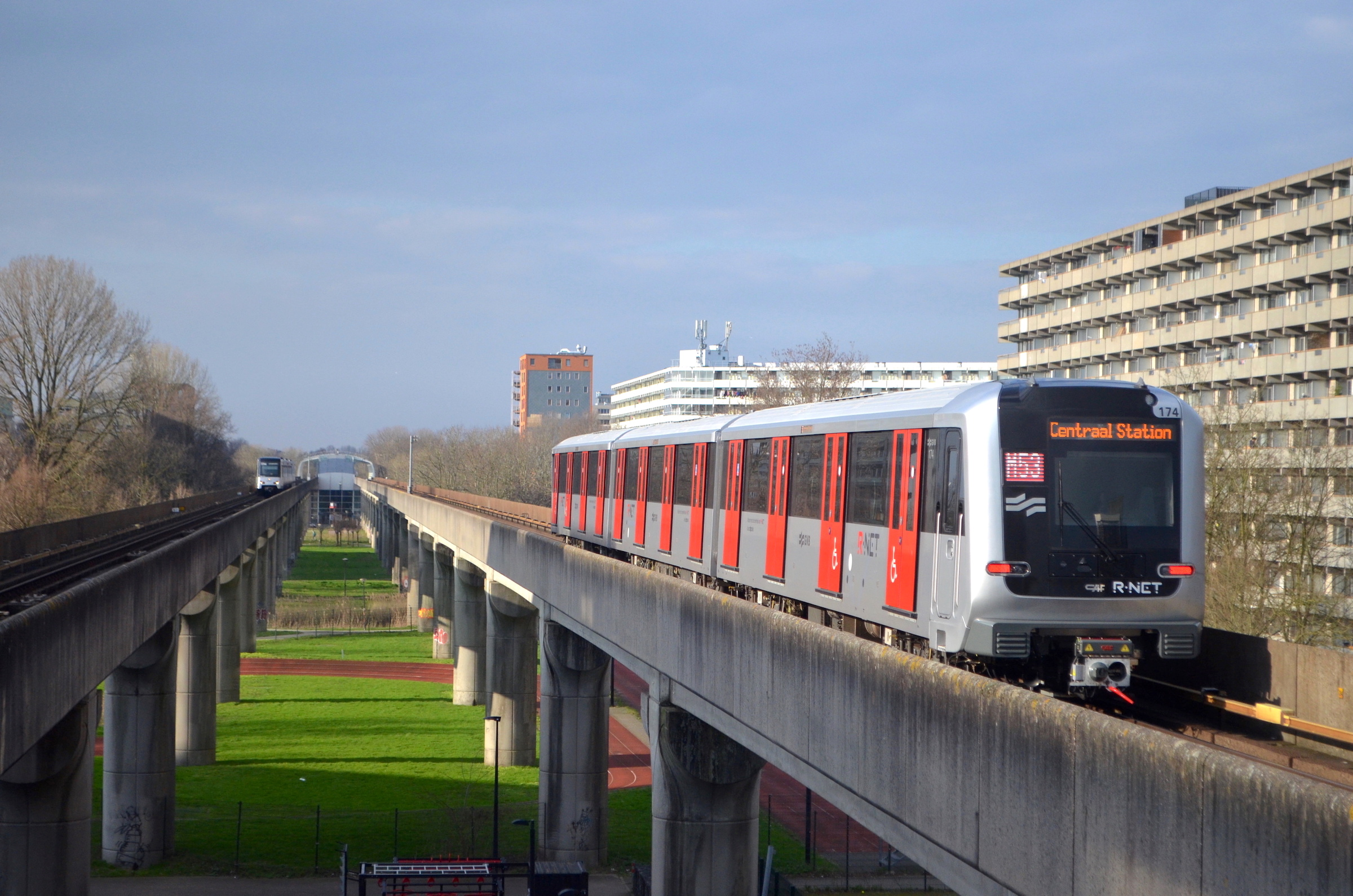
GVB Metrotreinstel 174 type M7 op lijn 53 bij Station Kraaiennest; 6 maart 2024.

Het traject Weesperplein – Gaasperplas werd op 14 oktober 1977 geopend en verving de drukke buslijn 56. Op 11 oktober 1980 volgde de verlenging van Weesperplein naar Centraal Station. Op deze lijn deden tot 2013 vrijwel alleen treinstellen type M1, M2 en M3 dienst, die tussen 1973 en 1980 voor deze lijn waren gebouwd. In de periode 2013-2015 zijn deze geleidelijk aan vervangen door het nieuwe M5. Sindsdien rijdt er ook CAF-materieel en van 2019 tot 2024 Sneltrammaterieel S1/S2. Dit laatste materieel werd vanaf 2023 vervangen door het nieuwe M7.

## Treinlengte
Van 1977 tot 1984 werd in de spitsuren in principe met 3 gekoppelde metrostellen en daarbuiten met 2 stellen gereden (behalve tijdens de Floriade in 1982). Van 1984 tot 1986 werden afwisselend treinen met twee of drie treinstellen ingezet. Vanaf 1984 tot 2000 werd in de avonduren en op zondagochtend, en sinds 1991 ook de vroege zaterdagochtend, met losse stellen gereden. Vanaf 1986 tot 2013 reed lijn 53 steeds met 2 gekoppelde stellen (uitzonderingen bij evenementen daargelaten). Sinds de inzet van het M5-materieel bestond er een groot verschil in capaciteit. Daarom reden de oude metrostellen van het type M1, M2 en M3 tussen maart 2015 en hun allerlaatste ritten in november 2015 in principe weer met drie gekoppelde stellen.
Ook het CAF-materieel vanaf 2015 en van 2019 tot 2024 het Sneltrammaterieel S1/S2 werd meestal in driewagenstellen ingezet. Het nieuwe M7-materieel sinds 2023 rijdt in de eerste instantie in losse treinstellen van drie wagenbakken. Nadat er meer M7-stellen in dienst zijn genomen, kwamen er ook gekoppelde stellen te rijden van zes wagenbakken.

## Dienstuitvoering
| Traject                        | Treinopvolging | Treinopvolging                                                      | Treinopvolging      | Treinopvolging         | Treinopvolging                                     |
| Traject                        | Spits en dag   | Ochtend tot 7.00 uur, avond na 20.00 uur en weekeinde tot 10.00 uur | Avond tot 20.00 uur | Hoogzomer spits en dag | Hoogzomer ochtend tot 7.00 uur, avond en weekeinde |
| ------------------------------ | -------------- | ------------------------------------------------------------------- | ------------------- | ---------------------- | -------------------------------------------------- |
| Gaasperplas ↔ Centraal Station | 10 minuten     | 15 minuten                                                          | 12 minuten          | 12 minuten             | 15 minuten                                         |

## Onregelmatigheden

### Ontsporingen
Op woensdag 20 april 1983 ontspoorde omstreeks 17:00 uur bij Metrostation Amsterdam Centraal het laatste stel van een driewagentrein op het kruiswissel voor het station. De hersporing was door de beperkte ruimte in de tunnel een langdurig karwei. Hierdoor was er drie dagen geen metroverkeer mogelijk tussen Centraal en Nieuwmarkt.
Op maandag 7 april 2008 ontspoorde omstreeks 17:00 uur bij Metrostation Amsterdam Centraal opnieuw een metrotreinstel. Door deze ontsporing was er twee dagen geen metroverkeer mogelijk tussen Centraal Station en Nieuwmarkt. Op woensdag 9 april rond 12:00 uur werd de metrodienst hier hervat.

## Trivia
In de beginjaren lagen de metrostations Venserpolder en Station Diemen Zuid nog in een kale vlakte en was het aantal passagiers dat van die stations gebruik maakte vrijwel nihil. De stations werden door de bestuurders vaak omgeroepen als 'Kleipolder' en 'Niemandsland'. Ook was er toen de bebouwing van Duivendrecht en Diemen-Zuid toenam geen mogelijkheid om van die kant het metrostation te betreden. Pas later werd dit wel mogelijk.

## Afbeeldingen

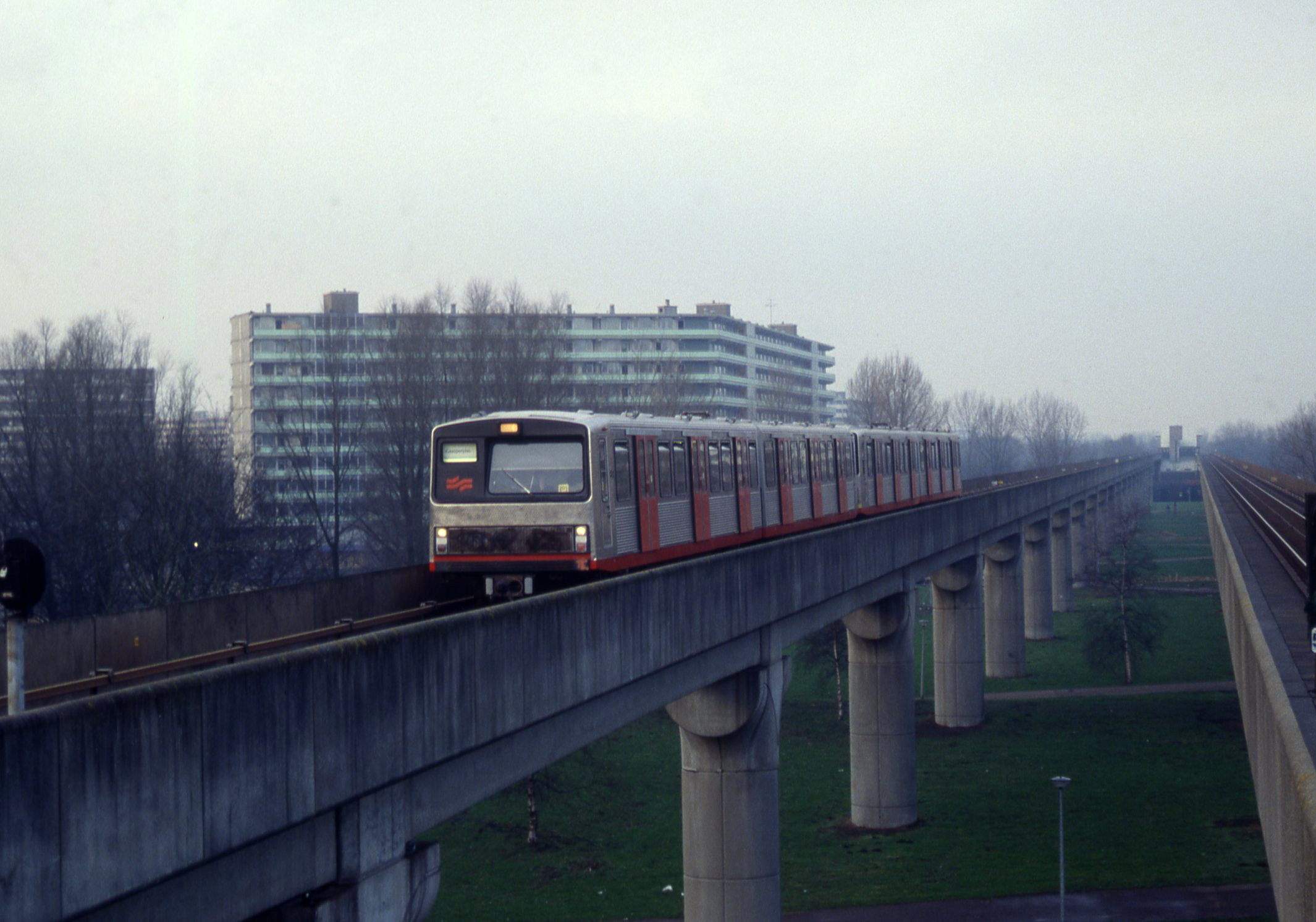
LHB-materieel rijdt station Kraaiennest binnen.
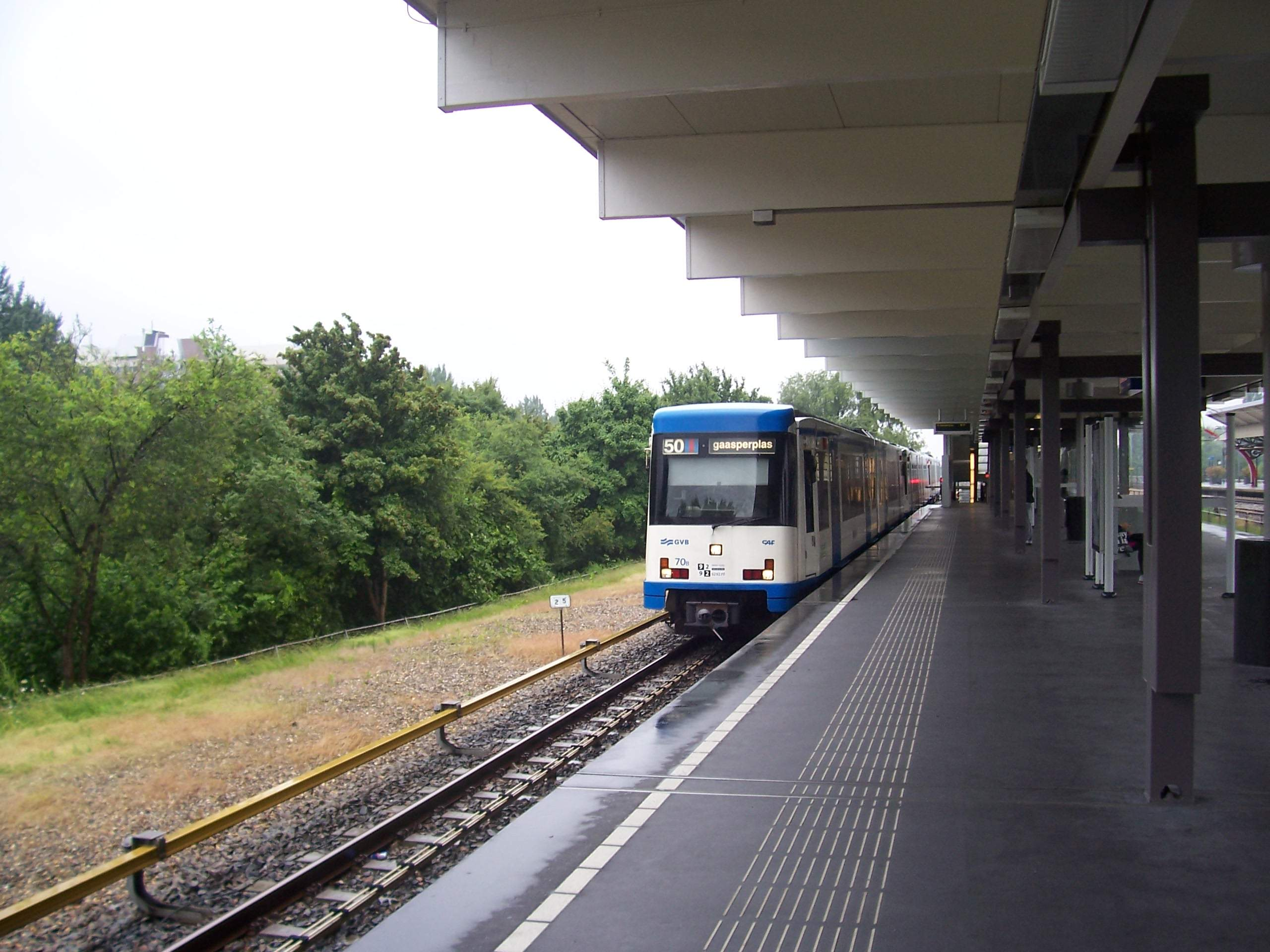
Lijn 50 te Station Diemen-Zuid, richting Gaasperplas met M4 materieel. Tijdelijke vervanging van lijn 53 tussen Van der Madeweg en Gaasperplas.
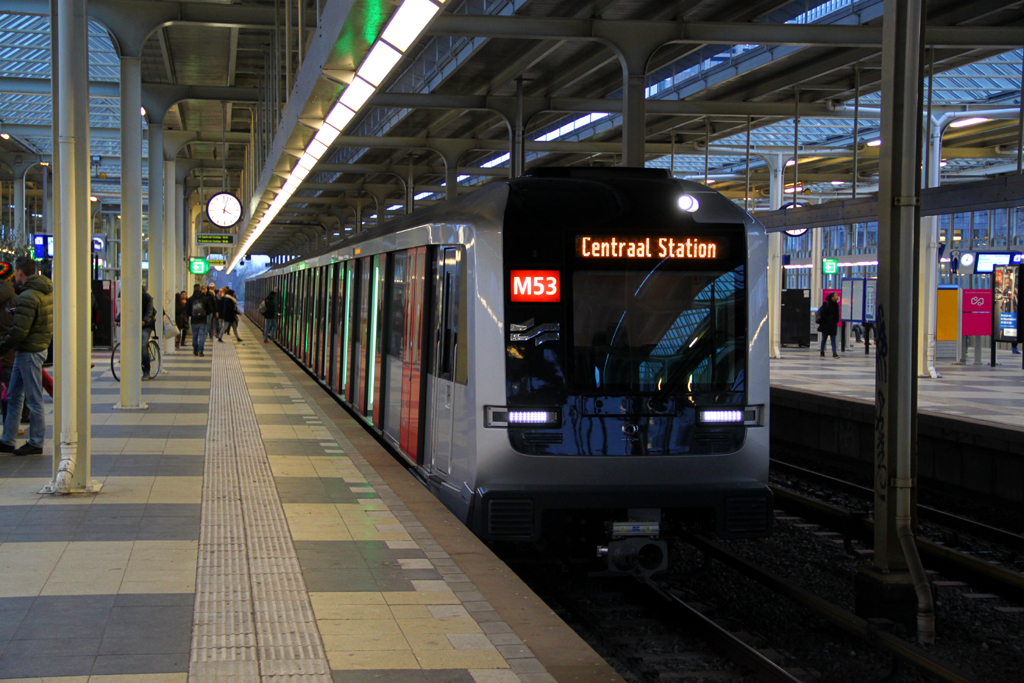
Treinstel type M5 in het Amstelstation.

Centraal Station (NS) ·
Nieuwmarkt ·
Waterlooplein ·
Weesperplein ·
Wibautstraat ·
Amstelstation (NS) ·
Spaklerweg ·
Van der Madeweg ·
Venserpolder ·
Station Diemen Zuid (NS) ·
Verrijn Stuartweg ·
Ganzenhoef ·
Kraaiennest ·
Gaasperplas